# 1921 en cyclisme
| Années du cyclisme : 1918 - 1919 - 1920 - 1921 - 1922 - 1923 - 1924    |
| Décennies du cyclisme : 1890 - 1900 - 1910 - 1920 - 1930 - 1940 - 1950 |

Les faits marquants de l'année 1921 en cyclisme.

## Par mois

### Mars
- 13 mars : le Tour des Flandres est remporté par le Belge René Vermandel.
- 20 mars : l'Italien Costante Girardengo gagne Gênes-Nice. L'épreuve ne reprendra qu'en 1935.
- 27 mars : le Français Henri Pélissier remporte Paris-Roubaix pour la deuxième fois.

### Avril
- 3 avril : 1re manche du championnat d'Italie sur route, l'Italien Costante Girardengo gagne le Milan-San Remo pour la deuxième fois.
- 10 avril : 2e manche du championnat d'Italie sur route, l'Italien Federico Gay gagne Milan-Turin.
- 17 avril : le Français Francis Pélissier gagne Paris-Tours.
- 24 avril : 3e manche du championnat d'Italie sur route, l'Italien Giovanni Brunero gagne le Tour du Piémont.

### Mai
- 1er mai : le Français Georges Habert gagne la Polymultipliée.
- 5 mai : le Belge René Vermandel gagne le Tour de Belgique.
- 5 mai : l'Italien Riccardo Maffeo gagne le Championnat de Zurich.
- 5 mai : l'Italien Giovanni Roncon gagne le Tour de Romagne.
- 22 mai : le Français Eugene Christophe gagne Bordeaux-Paris pour la deuxième fois d'affilée.
- 23 mai : le Belge René Vermandel gagne la première édition de la Coupe Sels. L'épreuve ne sera pas disputée en 1922 et reprendra en 1923.
- 25 mai : départ du neuvième Tour d'Italie.
- 29 mai : le Belge Louis Mottiat gagne Liège-Bastogne-Liège.

### Juin
- 5 juin : le Français Robert Reboul gagne Paris-Bruxelles.
- 5 juin : l'Espagnol Ramon Valentin devient champion d'Espagne sur route.
- 12 juin : l'Italien Giovanni Brunero gagne le Tour d'Italie.
- 12 juin : le Belge Jules Van Hevel conserve son titre de champion de Belgique sur route.
- 19 juin : l'Italien Luigi Gerardi gagne les Trois vallées varésines.
- 19 juin : le Suisse Henri Suter conserve son titre de champion de Suisse sur route.
- 19 juin : le Français Francis Pélissier devient champion de France sur route.
- 21 juin : le Néerlandais Jorinus Van Der Wiel est champion des Pays-Bas sur route pour la troisième fois.
- 26 juin : départ du Tour de France. Le Belge Louis Mottiat gagne la première étape Paris-Le Havre devant le Français Honoré Barthélémy à 2 minutes 37 secondes et le Belge Léon scieur à 6 minutes 37 secondes. Mottiat prend le Maillot jaune. Les Belges Philippe Thys et Jean Rossius abandonnent.
- 28 juin : le Français Romain Bellenger gagne la 2e étape du Tour de France Le Havre-Cherbourg devant les Belges Léon scieur et Belge Hector Heusghem à 3 minutes 14 secondes. Léon Scieur prend le maillot jaune pour 3 minutes 14 secondes devant Heusghem. Le Belge Albert Dejonghe est 3e à 26 minutes.
- 30 juin : le Belge Léon Scieur gagne la 3e étape du Tour de France Cherbourg-Brest. Le Français Honoré Barthélémy, 9 minutes et 12 secondes derrière, gagne le Sprint d'un groupe où figurent le Belge Hector Heusghem 4e, le Français Eugène Christophe 6e et le Belge Albert Dejonghe 8e. Au classement général 1er Scieur, 2e Heusghem à 12 minutes 38 secondes, 3e Dejonghe à 35 minutes 12 secondes.

### Juillet
- 2 juillet : le Belge Louis Mottiat gagne la 4e étape du Tour de France Brest-Les Sables d'Olonne au sprint devant le Belge Firmin Lambot et le Français Eugène Guers. Le sprint du peloton, 7 minutes 35 secondes après, est remporté par le Français Felix Goethals. Au classement général le Belge Léon Scieur (7e de l'étape dans le même temps que Goethals) accentue son avance sur ses rivaux immédiat arrivés attardés puisque les Belges Albert Dejonghe et Hector Heusghem sont 16e et 19e à, dans l'ordre, 9 minutes 44 secondes et 13 minutes 41 secondes. Le Belge Hector Heusghem second au général est à 18 minutes 44 secondes, le 3e, le Belge Albert Dejonghe est à 37 minutes 21 secondes.
- 4 juillet : le Belge Louis Mottiat gagne la 5e étape du Tour de France Les Sables d'Olonne-Bayonne au sprint devant les Belges Léon Scieur et Félix Sellier. Les Belges Hector Heusghem et Albert Dejonghe sont 16e et 19e respectivement à 10 minutes 40 secondes et 13 minutes 59 secondes. Scieur creuse l'écart au classement général puisqu'il relègue le Belge Hector Heusghem 2e à 29 minutes 23 secondes. Le 3e devient le Français Romain Bellenger à 48 minutes 17 secondes puisqu'il a terminé l'étape 8e à 3 minutes 50 secondes.
- 6 juillet : le Belge Hector Heusghem gagne la 6e étape du Tour de France Bayonne-Luchon qui emprunte les cols d'Aubisque, du Tourmalet, d'Aspin et de Peyresourde. Il réalise un grand exploit en reléguant ses compatriotes Albert Dejonghe 2e et Léon Scieur 3e respectivement à 24 minutes 2 secondes et 25 minutes 17 secondes et rate de peu de prendre le maillot jaune. Au classement général Scieur reste leader avec seulement 4 minutes 6 secondes d'avance sur Heusghem, le 3e redevient Albert Dejonghe à 50 minutes 4 secondes. Le tour de France est perdu pour le Français Romain Bellenger qui termine l'étape 8e à 1 heure 4 minutes.
- 8 juillet : le Belge Louis Mottiat gagne la 7e étape du Tour de France Luchon-Perpignan qui emprunte les cols de Portet d'Aspet, de Port et de Puymorens. Tous les favoris se sont neutralisés et arrivent dans le même temps que Mottiat. Pas de changement pour les 3 premiers du classement général.
- 10 juillet : l'Italien Luigi Lucotti gagne la 8e étape du Tour de France Perpignan-Toulon en battant au sprint le Belge Firmin Lambot, le Belge Léon Scieur termine 3e à 1 minute 17 secondes devant son compatriote Hector Heusghem 4e à 2 minutes 17 secondes, le Belge Albert Dejonghe termine 18e à 29 minutes 28 secondes. Au classement général Scieur conforte son maillot jaune devant Heusghem à 5 minutes 6 secondes. Le 3e le Belge Albert Dejonghe est à 1 heure 18 minutes.
- 10 juillet : le Belge René Vermandel gagne le Grand prix de l'Escault.
- 10 juillet : 4e manche du championnat d'Italie sur route, l'Italien Costante Girardengo gagne le Tour d'Émilie pour la troisième fois.
- 12 juillet : le Belge Firmin Lambot gagne la 9e étape du Tour de France Toulon-Nice, qui après un 1er passage à Nice emprunte les cols de Braus, de Castillon et la Turbie (la boucle de Sospel), avec 31 secondes d'avance sur le Belge Victor Lenears. Le Belge Léon Scieur est 3e à 3 minutes 15 secondes et son compatriote Hector Heusghem est 6e à 13 minutes 47 secondes. Cela au classement général donne de l'air à Scieur puisqu'il a à présent 15 minutes 38 secondes d'avance sur Heusghem. Le 3e étant le Français Honoré Barthélémy à 1 heure 52 minutes. Le Belge Albert Dejonghe est éliminé pour être hors délais, il est arrivé à Nice avec un retard de 11 heures 26 minutes.
- 14 juillet : le Belge Léon Scieur gagne la 10e étape du Tour de France Nice-Grenoble qui emprunte les cols d'Allos et Bayard. A 6 minutes 8 secondes derrière l'Italien Luigi Lucoti 2e règle au sprint un groupe ou figurent le Belge Hector Heusghem 3e et Honoré Barthélémy 4e. Dans le col d'Allos Heusghem s'est bien échappé mais Scieur ne s'est pas affolé. Il a refait son retard puis est parti en solitaire. Au classement général, Scieur possède 21 minutes 47 secondes d'avance sur Heusghem et 1 heure 58 minutes sur Barthélémy
- 14 juillet : le Français Napoléon Paoli gagne le Grand Prix d'Antibes.
- 16 juillet : le Français Félix Goethals gagne la 11e étape du Tour de France Grenoble-Genève qui emprunte les cols du Galibier, du Télégraphe et des Aravis. Il l'emporte au sprint devant un groupe où figurent les 3 premiers du général. Pour ces trois, pas de changement au classement général.
- 18 juillet : le Français Honoré Barthélémy gagne la 12e étape du Tour de France Genève-Strasbourg, qui emprunte le col de la Faucille, dans une échappée à 3, avec les Belges Léon Scieur 2e et Hector Heusghem 3e. Pas de changement au sommet du classement général.
- 20 juillet : le Belge Félix Sellier gagne la 13e étape du Tour de France Strasbourg-Metz au sprint devant le Belge Victor Lenears et le Français Joseph Müller. Pas de changement au sommet du classement général.
- 22 juillet : le Français Félix Goethals gagne la 14e étape du Tour de France Metz-Dunkerque. Il remporte le sprint d'un groupe de favoris où seul le Français Honoré Berthélémy manque, il est 10e a 5 minutes 36 secondes. Au classement général : 1er le Belge Léon Scieur 2e le Belge Hector Heusghem à 21 minutes 47 secondes, 3e Honoré Barthélémy à 2 heures 4 minutes.
- 24 juillet : le Français Félix Goethals gagne la 15e étape du Tour de France Dunkerque-Paris au sprint devant l'Italien Luigi Lucoti et un groupe d'échappés. Le Belge Léon Scieur remporte le Tour de France avec finalement (18e de l'étape, il a perdu 2 minutes 30 secondes) 18 minutes 36 secondes d'avance sur son compatriote Hector Heusghem et 2 heures 1 minute sur le Français Honoré Barthélémy. Ce dernier est porté par la foule qui salue ainsi le plus combatif du Tour (et aussi le seul Français à s'être distingué au classement général de l'épreuve). A noter la 32e place prise par le Français Lucien Pothier, le dernier participant du premier Tour de France 1903 encore en activité. C'est sa dernière participation à l'épreuve.
- 30 juillet au 8 août : championnats du monde de cyclisme sur piste au vélodrome d'Ordrup de Copenhague. Le Néerlandais Piet Moeskops est champion du monde de vitesse professionnelle. Le Danois Henry Brask Andersen est champion du monde de vitesse amateur.

### Août
- 4 août : premiers championnats du monde de cyclisme sur route; à Copenhague (Danemark). Le Suédois Gunnar Sköld gagne la seule compétition disputée, réservée aux amateurs.
- 21 août : l'Allemand Adolf Huschke devient champion d'Allemagne sur route.

### Septembre
14 septembre : l'Italien Angelo Testa gagne le Trophée Bernocchi.
15 septembre : le Belge Pierre Van De Velde gagne le Championnat des Flandres.
20 septembre : 5e manche du championnat d'Italie sur route, l'Italien Costante Girardengo gagne Rome-Naples-Rome pour la deuxième fois.

### Octobre
5 octobre : l'Italien Angelo Gremo gagne le Tour de Campanie.
23 octobre : 6e manche du championnat d'Italie sur route, l'Italien Gaetano Belloni gagne Milan-Modène pour la deuxième fois.

### Novembre
2 novembre : 7e manche du championnat d'Italie sur route, l'Italien Costante Girardengo gagne le Tour de Lombardie pour la deuxième fois. Il est champion d'Italie sur route pour la cinquième fois.